# Lista dos melhores goleiros do mundo pela IFFHS
O Melhor Goleiro do Mundo pela IFFHS (em inglês: The World's Best Football Men Goalkeeper) é um prêmio concedido anualmente, desde 1987, para os mais notáveis goleiros votados pela Federação Internacional de História e Estatísticas do Futebol (IFFHS), que é responsável por administrar e divulgar todos os recordes do futebol, bem como também suas estatísticas. Os maiores vencedores da história são Iker Casillas, Gianluigi Buffon e Manuel Neuer, cada um com cinco conquistas, sendo o primeiro o único com cinco conquistas consecutivas (2008 a 2012).

## Vencedores
| Ano  | Jogador              | Clube                     |
| ---- | -------------------- | ------------------------- |
| 1987 | Jean-Marie Pfaff     | Bayern de Munique         |
| 1988 | Rinat Dasayev        | Spartak Moscou            |
| 1989 | Walter Zenga         | Internazionale            |
| 1990 | Walter Zenga         | Internazionale            |
| 1991 | Walter Zenga         | Internazionale            |
| 1992 | Peter Schmeichel     | Manchester United         |
| 1993 | Peter Schmeichel     | Manchester United         |
| 1994 | Michel Preud'homme   | KV Mechelen               |
| 1995 | José Luis Chilavert  | Vélez Sarsfield           |
| 1996 | Andreas Köpke        | Olympique de Marseille    |
| 1997 | José Luis Chilavert  | Vélez Sarsfield           |
| 1998 | José Luis Chilavert  | Vélez Sarsfield           |
| 1999 | Oliver Kahn          | Bayern de Munique         |
| 2000 | Fabien Barthez       | Manchester United         |
| 2001 | Oliver Kahn          | Bayern de Munique         |
| 2002 | Oliver Kahn          | Bayern de Munique         |
| 2003 | Gianluigi Buffon     | Juventus                  |
| 2004 | Gianluigi Buffon     | Juventus                  |
| 2005 | Petr Čech            | Chelsea                   |
| 2006 | Gianluigi Buffon     | Juventus                  |
| 2007 | Gianluigi Buffon     | Juventus                  |
| 2008 | Iker Casillas        | Real Madrid               |
| 2009 | Iker Casillas        | Real Madrid               |
| 2010 | Iker Casillas        | Real Madrid               |
| 2011 | Iker Casillas        | Real Madrid               |
| 2012 | Iker Casillas        | Real Madrid               |
| 2013 | Manuel Neuer         | Bayern de Munique         |
| 2014 | Manuel Neuer         | Bayern de Munique         |
| 2015 | Manuel Neuer         | Bayern de Munique         |
| 2016 | Manuel Neuer         | Bayern de Munique         |
| 2017 | Gianluigi Buffon     | Juventus                  |
| 2018 | Thibaut Courtois     | Chelsea Real Madrid       |
| 2019 | Alisson Becker       | Liverpool                 |
| 2020 | Manuel Neuer         | Bayern de Munique         |
| 2021 | Gianluigi Donnarumma | Milan Paris Saint-Germain |
| 2022 | Thibaut Courtois     | Real Madrid               |
| 2023 | Ederson Moraes       | Manchester City           |
| 2024 | Emiliano Martínez    | Aston Villa               |

### 2022
| Pos. | Futebolista       | Clube(s)    | Votos |
| ---- | ----------------- | ----------- | ----- |
| 1    | Thibaut Courtois  | Real Madrid | 125   |
| 2    | Emiliano Martínez | Aston Villa | 110   |
| 3    | Yassine Bounou    | Sevilla     | 55    |

### 2021
| Pos. | Futebolista          | Clube(s)                  | Votos |
| ---- | -------------------- | ------------------------- | ----- |
| 1    | Gianluigi Donnarumma | Milan Paris Saint-Germain | 170   |
| 2    | Manuel Neuer         | Bayern de Munique         | 75    |
| 3    | Édouard Mendy        | Chelsea                   | 40    |

### 2020
| Pos. | Futebolista    | Clube(s)           | Votos |
| ---- | -------------- | ------------------ | ----- |
| 1    | Manuel Neuer   | Bayern de Munique  | 320   |
| 2    | Jan Oblak      | Atlético de Madrid | 40    |
| 3    | Alisson Becker | Liverpool          | 30    |

### 2019
| Pos. | Futebolista    | Clube(s)           | Votos |
| ---- | -------------- | ------------------ | ----- |
| 1    | Alisson Becker | Liverpool          | 286   |
| 2    | Ter Stegen     | Barcelona          | 104   |
| 3    | Jan Oblak      | Atlético de Madrid | 67    |

### 2018
| Pos. | Futebolista      | Clube(s)                     | Votos |
| ---- | ---------------- | ---------------------------- | ----- |
| 1    | Thibaut Courtois | Chelsea Real Madrid          | 181   |
| 2    | Hugo Lloris      | Tottenham                    | 109   |
| 3    | Gianluigi Buffon | Juventus Paris Saint-Germain | 59    |

### 2017
| Pos. | Futebolista      | Clube(s)          | Votos |
| ---- | ---------------- | ----------------- | ----- |
| 1    | Gianluigi Buffon | Juventus          | 251   |
| 2    | Manuel Neuer     | Bayern de Munique | 103   |
| 3    | Keylor Navas     | Real Madrid       | 85    |

### 2016
| Pos. | Futebolista      | Clube(s)           | Votos |
| ---- | ---------------- | ------------------ | ----- |
| 1    | Manuel Neuer     | Bayern de Munique  | 156   |
| 2    | Gianluigi Buffon | Juventus           | 91    |
| 3    | Rui Patrício     | Sporting           | 50    |
| 4    | Claudio Bravo    | Barcelona          | 45    |
| 5    | David de Gea     | Manchester United  | 37    |
| 6    | Jan Oblak        | Atlético de Madrid | 31    |
| 7    | Hugo Lloris      | Tottenham          | 29    |
| 8    | Keylor Navas     | Real Madrid        | 18    |
| 9    | Thibaut Courtois | Chelsea            | 13    |
| 10   | Denis Onyango    | Mamelodi Sundowns  | 5     |

### 2015
| Pos. | Futebolista      | Clube(s)          | Votos |
| ---- | ---------------- | ----------------- | ----- |
| 1    | Manuel Neuer     | Bayern de Munique | 188   |
| 2    | Gianluigi Buffon | Juventus          | 78    |
| 3    | Claudio Bravo    | Barcelona         | 45    |
| 4    | David de Gea     | Manchester United | 34    |
| 5    | Thibaut Courtois | Chelsea           | 24    |
| 6    | Petr Čech        | Chelsea Arsenal   | 18    |
| 7    | Marcelo Barovero | River Plate       | 12    |
| 8    | Ter Stegen       | Barcelona         | 7     |
| 9    | Iker Casillas    | Real Madrid Porto | 6     |
| 10   | Danijel Subašić  | Monaco            | 4     |

### 2014
| Pos. | Futebolista      | Clube(s)          | Votos |
| ---- | ---------------- | ----------------- | ----- |
| 1    | Manuel Neuer     | Bayern de Munique | 216   |
| 2    | Iker Casillas    | Real Madrid       | 96    |
| 3    | Petr Čech        | Chelsea           | 46    |
| 4    | Gianluigi Buffon | Juventus          | 26    |
| 5    | Claudio Bravo    | Barcelona         | 16    |
| 6    | Sergio Romero    | Monaco Sampdoria  | 14    |
| 7    | Guillermo Ochoa  | Ajaccio Málaga    | 13    |
| 8    | Keylor Navas     | Real Madrid       | 4     |
| 9    | Hugo Lloris      | Tottenham         | 2     |
| 9    | Vincent Enyeama  | Lille             | 2     |

### 2013
| Pos. | Futebolista      | Clube(s)            | Votos |
| ---- | ---------------- | ------------------- | ----- |
| 1    | Manuel Neuer     | Bayern de Munique   | 212   |
| 2    | Gianluigi Buffon | Juventus            | 78    |
| 3    | Petr Čech        | Chelsea             | 64    |
| 4    | Thibaut Courtois | Atlético de Madrid  | 54    |
| 5    | Víctor Valdés    | Barcelona           | 53    |
| 6    | Iker Casillas    | Real Madrid         | 23    |
| 7    | Salvatore Sirigu | Paris Saint-Germain | 5     |

### 2012
| Pos. | Futebolista      | Clube(s)          | Votos |
| ---- | ---------------- | ----------------- | ----- |
| 1    | Iker Casillas    | Real Madrid       | 224   |
| 2    | Gianluigi Buffon | Juventus          | 128   |
| 3    | Petr Čech        | Chelsea           | 92    |
| 4    | Manuel Neuer     | Bayern de Munique | 85    |
| 5    | Joe Hart         | Manchester City   | 26    |
| 6    | Víctor Valdés    | Barcelona         | 15    |
| 7    | Cássio Ramos     | Corinthians       | 14    |
| 8    | Samir Handanovič | Internazionale    | 8     |
| 8    | Hugo Lloris      | Tottenham         | 8     |

### 2011
| Pos. | Futebolista       | Clube(s)          | Votos |
| ---- | ----------------- | ----------------- | ----- |
| 1    | Iker Casillas     | Real Madrid       | 248   |
| 2    | Manuel Neuer      | Bayern de Munique | 130   |
| 3    | Víctor Valdés     | Barcelona         | 114   |
| 4    | Gianluigi Buffon  | Juventus          | 63    |
| 5    | Petr Čech         | Chelsea           | 41    |
| 6    | Fernando Muslera  | Galatasaray       | 34    |
| 7    | Joe Hart          | Manchester City   | 26    |
| 8    | Júlio César       | Internazionale    | 23    |
| 9    | Justo Villar      | Estudiantes       | 17    |
| 10   | Edwin van der Sar | Manchester United | 16    |

### 2010
| Pos. | Futebolista          | Clube(s)          | Votos     |
| ---- | -------------------- | ----------------- | --------- |
| 1    | Iker Casillas        | Real Madrid       | 304       |
| 2    | Júlio César          | Internazionale    | 500 - 124 |
| 3    | Petr Čech            | Chelsea           | 56        |
| 4    | Manuel Neuer         | Schalke 04        | 53        |
| 5    | Maarten Stekelenburg | Ajax              | 48        |
| 6    | Víctor Valdés        | Barcelona         | 38        |
| 7    | Fernando Muslera     | Lazio             | 37        |
| 8    | Edwin van der Sar    | Manchester United | 32        |
| 9    | Gianluigi Buffon     | Juventus          | 28        |
| 10   | Tim Howard           | Everton           | 15        |

### 2009
| Pos. | Futebolista       | Clube(s)          | Votos |
| ---- | ----------------- | ----------------- | ----- |
| 1    | Iker Casillas     | Real Madrid       | 230   |
| 2    | Gianluigi Buffon  | Juventus          | 150   |
| 3    | Júlio César       | Internazionale    | 124   |
| 4    | Edwin van der Sar | Manchester United | 87    |
| 5    | Petr Čech         | Chelsea           | 75    |
| 6    | Víctor Valdés     | Barcelona         | 53    |
| 7    | Pepe Reina        | Liverpool         | 19    |
| 8    | Igor Akinfeev     | CSKA Moscou       | 17    |
| 9    | Tim Howard        | Everton           | 7     |
| 10   | René Adler        | Bayer Leverkusen  | 6     |

### 2008
| Pos. | Futebolista             | Clube(s)          | Votos |
| ---- | ----------------------- | ----------------- | ----- |
| 1    | Iker Casillas           | Real Madrid       | 249   |
| 2    | Gianluigi Buffon        | Juventus          | 170   |
| 3    | Edwin van der Sar       | Manchester United | 143   |
| 4    | Petr Čech               | Chelsea           | 108   |
| 5    | Igor Akinfeev           | CSKA Moscou       | 23    |
| 6    | José Francisco Cevallos | LDU Quito         | 29    |
| 7    | Júlio César             | Internazionale    | 21    |
| 8    | Pepe Reina              | Liverpool         | 15    |
| 9    | Jens Lehmann            | Arsenal           | 13    |
| 10   | Justo Villar            | Valladolid        | 12    |

### 2007
| Pos. | Futebolista       | Clube(s)          | Votos |
| ---- | ----------------- | ----------------- | ----- |
| 1    | Gianluigi Buffon  | Juventus          | 209   |
| 2    | Petr Čech         | Chelsea           | 172   |
| 3    | Iker Casillas     | Real Madrid       | 124   |
| 4    | Edwin van der Sar | Manchester United | 62    |
| 5    | Rogério Ceni      | São Paulo         | 37    |
| 6    | Pepe Reina        | Liverpool         | 36    |
| 6    | Dida              | Milan             | 36    |
| 8    | Andrés Palop      | Sevilla           | 29    |
| 9    | Júlio César       | Internazionale    | 24    |
| 10   | Jens Lehmann      | Arsenal           | 20    |

### 2006
| Pos. | Futebolista           | Clube(s)          | Votos |
| ---- | --------------------- | ----------------- | ----- |
| 1    | Gianluigi Buffon      | Juventus          | 295   |
| 2    | Jens Lehmann          | Arsenal           | 140   |
| 3    | Petr Čech             | Chelsea           | 91    |
| 4    | Iker Casillas         | Real Madrid       | 47    |
| 5    | Edwin van der Sar     | Manchester United | 45    |
| 6    | Rogério Ceni          | São Paulo         | 39    |
| 7    | Ricardo               | Sporting          | 38    |
| 8    | Dida                  | Milan             | 34    |
| 9    | Roberto Abbondanzieri | Boca Juniors      | 19    |
| 10   | Fabien Barthez        | Rennes            | 18    |

### 2005
| Pos. | Futebolista           | Clube(s)              | Votos |
| ---- | --------------------- | --------------------- | ----- |
| 1    | Petr Čech             | Chelsea               | 175   |
| 2    | Dida                  | Milan                 | 91    |
| 3    | Gianluigi Buffon      | Juventus              | 78    |
| 4    | Oswaldo Sánchez       | Deportivo Guadalajara | 43    |
| 5    | Oliver Kahn           | Bayern de Munique     | 42    |
| 6    | Iker Casillas         | Real Madrid           | 41    |
| 7    | Jerzy Dudek           | Liverpool             | 34    |
| 8    | Santiago Cañizares    | Valencia              | 32    |
| 9    | Rogério Ceni          | São Paulo             | 31    |
| 10   | Roberto Abbondanzieri | Boca Juniors          | 26    |

### 2004
| Pos. | Futebolista           | Clube(s)          | Votos |
| ---- | --------------------- | ----------------- | ----- |
| 1    | Gianluigi Buffon      | Juventus          | 185   |
| 2    | Petr Čech             | Chelsea           | 105   |
| 3    | Dida                  | Milan             | 78    |
| 4    | Iker Casillas         | Real Madrid       | 75    |
| 5    | Antonios Nikopolidis  | Olympiacos        | 64    |
| 6    | Oliver Kahn           | Bayern de Munique | 63    |
| 7    | Roberto Abbondanzieri | Boca Juniors      | 31    |
| 8    | Juan Carlos Henao     | Once Caldas       | 29    |
| 8    | Vítor Baía            | Porto             | 29    |
| 10   | Santiago Cañizares    | Valencia          | 23    |

### 2003
| Pos. | Futebolista           | Clube(s)          | Votos |
| ---- | --------------------- | ----------------- | ----- |
| 1    | Gianluigi Buffon      | Juventus          | 186   |
| 2    | Iker Casillas         | Real Madrid       | 112   |
| 3    | Oliver Kahn           | Bayern de Munique | 106   |
| 4    | Dida                  | Milan             | 99    |
| 5    | Francesco Toldo       | Internazionale    | 36    |
| 6    | Roberto Abbondanzieri | Boca Juniors      | 35    |
| 6    | Timo Hildebrand       | Stuttgart         | 35    |
| 8    | Tim Howard            | Manchester United | 26    |
| 9    | Fabien Barthez        | Manchester United | 23    |
| 10   | Petr Čech             | Rennes            | 18    |

### 2002
| Pos. | Futebolista      | Clube(s)          | Votos |
| ---- | ---------------- | ----------------- | ----- |
| 1    | Oliver Kahn      | Bayern de Munique | 316   |
| 2    | Iker Casillas    | Real Madrid       | 101   |
| 3    | Rüştü Reçber     | Fenerbahçe        | 99    |
| 4    | Marcos           | Palmeiras         | 88    |
| 5    | Gianluigi Buffon | Juventus          | 74    |
| 6    | Brad Friedel     | Blackburn         | 33    |
| 7    | Francesco Toldo  | Internazionale    | 27    |
| 8    | Fabien Barthez   | Manchester United | 18    |
| 9    | Jerzy Dudek      | Liverpool         | 16    |
| 10   | Jens Lehmann     | Borussia Dortmund | 11    |

### 2001
| Pos. | Futebolista         | Clube(s)          | Votos |
| ---- | ------------------- | ----------------- | ----- |
| 1    | Oliver Kahn         | Bayern de Munique | 265   |
| 2    | Santiago Cañizares  | Valencia          | 77    |
| 3    | Gianluigi Buffon    | Juventus          | 69    |
| 4    | Fabien Barthez      | Manchester United | 51    |
| 5    | Jerzy Dudek         | Liverpool         | 42    |
| 6    | José Luis Chilavert | Strasbourg        | 36    |
| 7    | Santiago Cañizares  | Valencia          | 35    |
| 8    | Francesco Toldo     | Internazionale    | 29    |
| 9    | Iker Casillas       | Real Madrid       | 22    |
| 10   | Ruslan Nigmatullin  | Lokomotiv Moscou  | 16    |

### 2000
| Pos. | Futebolista         | Clube(s)          | Votos |
| ---- | ------------------- | ----------------- | ----- |
| 1    | Fabien Barthez      | Manchester United | 195   |
| 2    | Oliver Kahn         | Bayern de Munique | 133   |
| 3    | Francesco Toldo     | Fiorentina        | 131   |
| 4    | José Luis Chilavert | Strasbourg        | 88    |
| 5    | Iker Casillas       | Real Madrid       | 47    |
| 6    | Edwin van der Sar   | Juventus          | 40    |
| 7    | Taffarel            | Galatasaray       | 31    |
| 8    | Óscar Córdoba       | Boca Juniors      | 30    |
| 9    | Vítor Baía          | Porto             | 17    |
| 10   | Gianluigi Buffon    | Parma             | 16    |
| 10   | Peter Schmeichel    | Sporting          | 16    |

### 1999
| Pos. | Futebolista        | Clube(s)          | Votos |
| ---- | ------------------ | ----------------- | ----- |
| 1    | Oliver Kahn        | Bayern de Munique | 116   |
| 2    | Peter Schmeichel   | Manchester United | 95    |
| 3    | Santiago Cañizares | Valencia          | 93    |
| 4    | Edwin van der Sar  | Juventus          | 90    |
| 5    | Gianluigi Buffon   | Parma             | 46    |
| 6    | Fabien Barthez     | Monaco            | 45    |
| 6    | David Seaman       | Arsenal           | 45    |
| 8    | Dida               | Corinthians       | 29    |
| 9    | Vítor Baía         | Porto             | 23    |
| 10   | Carlos Roa         | Mallorca          | 16    |

### 1998
| Pos. | Futebolista         | Clube(s)          | Votos |
| ---- | ------------------- | ----------------- | ----- |
| 1    | José Luis Chilavert | Vélez Sarsfield   | 198   |
| 2    | Fabien Barthez      | Monaco            | 146   |
| 3    | Edwin van der Sar   | Ajax              | 75    |
| 4    | Peter Schmeichel    | Manchester United | 59    |
| 5    | Gianluca Pagliuca   | Internazionale    | 50    |
| 6    | David Seaman        | Arsenal           | 36    |
| 7    | Taffarel            | Galatasaray       | 23    |
| 8    | Dražen Ladić        | Dínamo Zagreb     | 22    |
| 9    | Angelo Peruzzi      | Juventus          | 20    |
| 10   | Oliver Kahn         | Bayern de Munique | 15    |

### 1997
| Pos. | Futebolista         | Clube(s)               | Votos |
| ---- | ------------------- | ---------------------- | ----- |
| 1    | José Luis Chilavert | Vélez Sarsfield        | 61    |
| 2    | Angelo Peruzzi      | Juventus               | 57    |
| 3    | Peter Schmeichel    | Manchester United      | 53    |
| 4    | Andreas Köpke       | Olympique de Marseille | 37    |
| 5    | David Seaman        | Arsenal                | 31    |
| 6    | Stefan Klos         | Borussia Dortmund      | 28    |
| 7    | Vítor Baía          | Barcelona              | 24    |
| 8    | Oliver Kahn         | Bayern de Munique      | 20    |
| 9    | Taffarel            | Atlético Mineiro       | 18    |
| 10   | Gianluca Pagliuca   | Internazionale         | 14    |

### 1996
| Pos. | Futebolista         | Clube(s)               | Votos |
| ---- | ------------------- | ---------------------- | ----- |
| 1    | Andreas Köpke       | Olympique de Marseille | 114   |
| 2    | David Seaman        | Arsenal                | 101   |
| 3    | José Luis Chilavert | Vélez Sarsfield        | 44    |
| 4    | Peter Schmeichel    | Manchester United      | 37    |
| 5    | Vítor Baía          | Barcelona              | 33    |
| 6    | Bernard Lama        | Paris Saint-Germain    | 28    |
| 7    | Edwin van der Sar   | Ajax                   | 21    |
| 8    | Petr Kouba          | Deportivo La Coruña    | 12    |
| 8    | Andoni Zubizarreta  | Valencia               | 12    |
| 10   | Jorge Campos        | Los Angeles Galaxy     | 11    |

### 1995
| Pos. | Futebolista         | Clube(s)            | Votos |
| ---- | ------------------- | ------------------- | ----- |
| 1    | José Luis Chilavert | Vélez Sarsfield     | 37    |
| 2    | Peter Schmeichel    | Manchester United   | 29    |
| 3    | Thomas Ravelli      | Göteborg            | 24    |
| 4    | Michel Preud'homme  | Benfica             | 23    |
| 5    | David Seaman        | Arsenal             | 21    |
| 6    | Vítor Baía          | Porto               | 19    |
| 7    | Edwin van der Sar   | Ajax                | 19    |
| 8    | Gianluca Pagliuca   | Internazionale      | 16    |
| 9    | Bernard Lama        | Paris Saint-Germain | 15    |
| 10   | Andoni Zubizarreta  | Valencia            | 15    |

### 1994
| Pos. | Futebolista        | Clube(s)          | Votos |
| ---- | ------------------ | ----------------- | ----- |
| 1    | Michel Preud'homme | KV Mechelen       | 103   |
| 2    | Thomas Ravelli     | Göteborg          | 73    |
| 3    | Taffarel           | Reggiana          | 53    |
| 4    | Peter Schmeichel   | Manchester United | 29    |
| 5    | Sebastiano Rossi   | Milan             | 18    |
| 6    | Gianluca Pagliuca  | Sampdoria         | 17    |
| 7    | Erik Thorstvedt    | Tottenham         | 13    |
| 8    | Jorge Campos       | Pumas             | 12    |
| 9    | Borislav Mihaylov  | Mulhouse          | 10    |
| 10   | David Seaman       | Arsenal           | 9     |

### 1993
| Pos. | Futebolista        | Clube(s)            | Votos |
| ---- | ------------------ | ------------------- | ----- |
| 1    | Peter Schmeichel   | Manchester United   | 84    |
| 2    | Goycochea          | River Plate         | 70    |
| 3    | Jorge Campos       | Pumas               | 23    |
| 4    | Andoni Zubizarreta | Barcelona           | 19    |
| 5    | Zetti              | São Paulo           | 15    |
| 6    | Bodo Illgner       | Köln                | 11    |
| 7    | Andy Goram         | Rangers             | 9     |
| 7    | Andreas Köpke      | Nuremberg           | 9     |
| 7    | Walter Zenga       | Internazionale      | 9     |
| 10   | Bernard Lama       | Paris Saint-Germain | 8     |
| 10   | Michel Preud'homme | KV Mechelen         | 8     |

### 1992
| Pos. | Futebolista        | Clube(s)          | Votos |
| ---- | ------------------ | ----------------- | ----- |
| 1    | Peter Schmeichel   | Manchester United | 118   |
| 2    | Andoni Zubizarreta | Barcelona         | 28    |
| 3    | Hans van Breukelen | PSV Eindhoven     | 24    |
| 4    | Dmitriy Kharin     | CSKA Moscou       | 23    |
| 5    | Bodo Illgner       | Köln              | 20    |
| 6    | Walter Zenga       | Internazionale    | 16    |
| 7    | Taffarel           | Parma             | 14    |
| 8    | Goycochea          | Olimpia           | 13    |
| 9    | Michel Preud'homme | KV Mechelen       | 10    |
| 10   | Alain Gouaméné     | Raja Casablanca   | 8     |

### 1991
| Pos. | Futebolista        | Clube(s)       | Votos |
| ---- | ------------------ | -------------- | ----- |
| 1    | Walter Zenga       | Internazionale | 51    |
| 2    | Goycochea          | Racing         | 37    |
| 3    | Taffarel           | Parma          | 29    |
| 4    | Neville Southall   | Everton        | 25    |
| 5    | David Seaman       | Arsenal        | 23    |
| 6    | Gianluca Pagliuca  | Sampdoria      | 20    |
| 7    | Bodo Illgner       | Köln           | 18    |
| 8    | Andoni Zubizarreta | Barcelona      | 17    |
| 9    | Stevan Stojanović  | Crvena Zvezda  | 16    |
| 10   | Michel Preud'homme | KV Mechelen    | 13    |
| 10   | Peter Schmeichel   | Brøndby        | 13    |

### 1990
| Pos. | Futebolista        | Clube(s)       | Votos |
| ---- | ------------------ | -------------- | ----- |
| 1    | Walter Zenga       | Internazionale | 72    |
| 2    | Michel Preud'homme | KV Mechelen    | 35    |
| 3    | Luis Gabelo Conejo | Cartaginés     | 34    |
| 4    | Peter Shilton      | Derby County   | 32    |
| 5    | Taffarel           | Internacional  | 30    |
| 6    | Goycochea          | Millonarios    | 29    |
| 7    | Bodo Illgner       | Köln           | 16    |
| 8    | Jan Stejskal       | Sparta Praga   | 10    |
| 9    | Andoni Zubizarreta | Barcelona      | 9     |
| 10   | Packie Bonner      | Celtic         | 5     |
| 10   | Hans van Breukelen | PSV Eindhoven  | 5     |

### 1989
| Pos. | Futebolista        | Clube(s)       | Votos |
| ---- | ------------------ | -------------- | ----- |
| 1    | Walter Zenga       | Internazionale | 79    |
| 2    | Michel Preud'homme | KV Mechelen    | 38    |
| 3    | Rinat Dasayev      | Sevilla        | 33    |
| 4    | Peter Shilton      | Derby County   | 31    |
| 5    | Andoni Zubizarreta | Barcelona      | 23    |
| 6    | Hans van Breukelen | PSV Eindhoven  | 14    |
| 7    | Taffarel           | Internacional  | 10    |
| 8    | Jean-Marie Pfaff   | Lierse         | 9     |
| 9    | Neville Southall   | Everton        | 8     |
| 10   | Harald Schumacher  | Fenerbahçe     | 7     |

### 1988
| Pos. | Futebolista        | Clube(s)          | Votos |
| ---- | ------------------ | ----------------- | ----- |
| 1    | Rinat Dasayev      | Spartak Moscou    | 119   |
| 2    | Hans van Breukelen | PSV Eindhoven     | 97    |
| 3    | Walter Zenga       | Internazionale    | 31    |
| 4    | Packie Bonner      | Celtic            | 17    |
| 5    | Jean-Marie Pfaff   | Bayern de Munique | 10    |
| 6    | Eike Immel         | Stuttgart         | 9     |
| 7    | Michel Preud'homme | KV Mechelen       | 5     |
| 7    | Peter Shilton      | Derby County      | 5     |
| 7    | Neville Southall   | Everton           | 5     |
| 7    | Andoni Zubizarreta | Barcelona         | 5     |

### 1987
| Pos. | Futebolista       | Clube(s)           | Votos |
| ---- | ----------------- | ------------------ | ----- |
| 1    | Jean-Marie Pfaff  | Bayern de Munique  | 137   |
| 2    | Rinat Dasayev     | Spartak Moscou     | 43    |
| 3    | Walter Zenga      | Internazionale     | 30    |
| 4    | Harald Schumacher | Schalke 04         | 29    |
| 5    | Neville Southall  | Everton            | 15    |
| 6    | René Müller       | Lokomotive Leipzig | 14    |
| 7    | Peter Shilton     | Derby County       | 12    |
| 8    | Badou Ezaki       | Mallorca           | 11    |
| 9    | Roberto Fernández | Deportivo Cali     | 8     |
| 9    | Józef Młynarczyk  | Porto              | 8     |